# Метт Шульц
Меттью Стівен Шульц (англ. Matthew Steven Schulze, нар. 13 липня 1972, Сент-Луїс, Міссурі, США) — американський актор і музикант, найбільш відомий за ролями у фільмах «Форсаж», «Блейд II», «Перевізник», «7 мумій» та «Форсаж 5».

## Біографія
Американський актор Метт Шульц народився в Сент-Луїс, Міссурі, США. У 16 років переїхав до Атланти, де вивчав гітару в Інституті Музики. Після закінчення в 1992 році збирався займатися музикою в Лос-Анджелесі, але став актором і моделлю. Перший серйозний дебют у кіно у фільмі «Блейд» (1998).

## Фільмографія
| Рік  |    | Українська назва                    | Оригінальна назва                       | Роль                           |
| ---- | -- | ----------------------------------- | --------------------------------------- | ------------------------------ |
| 1998 | ф  | Блейд                               | Blade                                   | Кріз                           |
| 1998 | с  | Поліцейські на велосипедах          | Pacific Blue                            | Кейт Ріттер                    |
| 1998 | с  | Зачаровані                          | Charmed                                 | Уітакер Берман                 |
| 1998 | с  | Сьоме небо                          | 7th Heaven                              | Сем                            |
| 1999 | ф  | Божевілля                           | Dementia                                | Сонні                          |
| 2000 | ф  | Хлопці та дівчата                   | Boys and Girls                          | Пол                            |
| 2001 | ф  | Гільдія                             | Downward Angel                          | Джон Хантер                    |
| 2001 | ф  | Форсаж                              | The Fast and the Furious                | Вінс                           |
| 2002 | ф  | Перевізник                          | The Transporter                         | Деррен "Уолл-стріт" Беттенкурт |
| 2002 | ф  | Блейд II                            | Blade II                                | Чупа                           |
| 2004 | ф  | Момент сили                         | Torque                                  | Генрі Джеймс                   |
| 2004 | ф  | Поза досяжністю                     | Out of Reach                            | Файзал                         |
| 2004 | ф  | Ціпоньки                            | The Heart Is Deceitful Above All Things | Кенні                          |
| 2005 | тф | Мисливець за головами               | Bounty Hunters                          | Джеронімо                      |
| 2005 | с  | Закон і порядок: Спеціальний корпус | Law & Order: Special Victims Unit       | Кевін Роджерс                  |
| 2005 | с  | C.S.I.: Місце злочину Маямі         | CSI: Miami                              | Едді Девідс                    |
| 2006 | ф  | 7 мумій                             | Seven Mummies                           | Рок                            |
| 2006 | ф  | Королівський гамбіт                 | Final Move                              | Ден Марлоу                     |
| 2007 | ф  | Паства                              | The Flock                               | Глен Кестіс                    |
| 2007 | с  | Косяки                              | Weeds                                   | ?                              |
| 2007 | ф  | Хто ви, містере Брукс?              | Mr. Brooks                              | Тортон Мікс                    |
| 2009 | ф  | Екстракт                            | Extract                                 | Уіллі                          |
| 2011 | ф  | Форсаж 5                            | Fast Five                               | Вінс                           |
| 2018 | ф  | Точка відриву                       | Action Point                            | кілер                          |